# Томс Праулітіс
Томс Праулітіс (15 січня 1989) — латвійський біатлоніст, учасник юніорських  та звичайних чемпіонатів світу з біатлону.

## Виступи на Чемпіонатах світу
| Рік  | Міце проведення | Інд | Спр | Пр | МС | Ест | ЗМ |
| 2011 | Ханти-Мансійськ |     | 95  |    |    |     |    |

## Кар'єра в Кубку світу
- Дебют в кубку світу — 7 січня 2011 року в спринті в Обергофі — 97 місце.

У біатлонному сезоні 2010-2011 Томс брав участь лише тричі. За результатами цих виступів йому не вдалося піднятися вище 95 місця. У сезоні  2011-2012 Праулітіс виступив лише раз, він брав участь у естафеті, яка проходила  на 6 етапі Кубка світу в  Антхольці. Тоді разом з товаришами по команді він показав 20 час.

## Статистика стрільби
| № п/п | Сезон     | Загальна      | Індивідуальна гонка | Спринт        | Гонка переслідування | Мас-старт  | Естафета      |
| ----- | --------- | ------------- | ------------------- | ------------- | -------------------- | ---------- | ------------- |
| 1     | 2010-2011 | 70,0% (21/30) | 0,0% (0/0)          | 70,0% (21/30) | 0,0% (0/0)           | 0,0% (0/0) | 0,0% (0/0)    |
| 2     | 2011-2012 | 66,7% (10/15) | 0,0% (0/0)          | 0,0% (0/0)    | 0,0% (0/0)           | 0,0% (0/0) | 66,7% (10/15) |

## Статистика
У таблиці наведено статистику виступів біатлоніста в Кубку світу.
- Місця 1–3: кількість подіумів
- Чільна 10: кількість фінішів у першій десятці
- В очках: кількість виступів, на яких біатлоніст здобував очки
- Старти: кількість стартів
- Естафета: включно зі змішаною

| Місця                              | Індивід. | Спринт | Персьют | Мас-старт | Естафета | Разом |
| ---------------------------------- | -------- | ------ | ------- | --------- | -------- | ----- |
| 1                                  |          |        |         |           |          |       |
| 2                                  |          |        |         |           |          |       |
| 3                                  |          |        |         |           |          |       |
| Чільна 10                          |          |        |         |           |          |       |
| В очках                            |          |        |         |           |          |       |
| Стартів                            |          | 3      |         |           | 1        | 4     |
| Станом на: кінець сезону 2011/2012 |          |        |         |           |          |       |

## Виноски
1. ↑  В дужках наведена кількість влучних пострілів та загальна кількість пострілів. В статистиці стрільби рахуються постріли, які здійснив біатлоніст на етапах кубка світу та чемпіонаті світу